# Nicolaus Olai Hambræus
Nicolaus Olai Hambræus, född i Hälsingland, död 28 augusti 1696 i Malmö, var en svensk präst och riksdagsman.

## Biografi
Hambræus släktförhållanden är oklara; det är endast känt att han var född i Hälsingland. Cavallin uppger att många medlemmar av hans släkt varit präster i ärkestiftet. Han studerade från omkring 1650 vid Uppsala universitet för Johannes Schefferus, varpå han fick tjänst som präst vid ett regemente, vilket han medföljde till Skåne där han skulle kvarbli resten av livet. 1666 blev han komminister i Landskrona församling, för att cirka 1670 bli kyrkoherde där. Därmed kunde han slutföra sina studier vid Lunds universitet, där han tog magistergraden. Han blev 1677 förflyttad till Malmö församling och fick samtidigt Oxie härad som prepositur. Under den här tiden pågick Skånska kriget, vilket drabbade Hambræus och hans familj hårt eftersom de fängslades av fienden och fick sitta några månader i fångenskap i Köpenhamn. Hambræus var på förslag till biskopsstolen i Lund, och fick flera röster i biskopsvalet.
Hambræus var riksdagsman 1672, 1675, 1678, och 1686.
Han var gift med Christina Hoffman, och hade med henne dottern Ebba som var gift med Haquin Stridsberg. 